# クレメンティ駅
クレメンティ駅（クレメンティえき、英語 : Clementi MRT Station）は、シンガポールにある、MRT東西線の高架駅。

## 駅構造
島式1面2線のホームを持つ駅。
| A | ■東西線 | パシール・リス・チャンギ・エアポート方面 |
| B | ■東西線 | ジュー・クーン・ジュロン・イースト方面   |

## 歴史
- 1988年3月12日 開業
- 2010年8月16日 ホームドアが運用開始